# Wamba (geslacht)
Wamba is een geslacht van spinnen uit de  familie van de Theridiidae (kogelspinnen).

## Soorten
- Wamba congener O. P.-Cambridge, 1896
- Wamba crispulus (Simon, 1895)
- Wamba panamensis (Levi, 1959)